# Shatter
Shatter es el primer EP de la banda suiza de metal extremo Triptykon, que fue publicado el 25 de octubre de 2010. El EP consiste en el tema "Shatter", incluido como bonus track de la versión japonesa de Eparistera Daimones, así como otras canciones de las sesiones de grabación de dicho álbum, incluyendo una versión masterizada de su demo "Crucifixus". 
Las canciones 4 y 5 son dos versiones en directo de Celtic Frost (anterior banda de Tom G. Fischer), grabadas durante la actuación de Triptykon como cabeza de cartel del Roadburn Festival en Tilburg, Holanda, el 16 de abril de 2010. "Dethroned Emperor" contiene la colaboración de Nocturno Culto (Darkthrone, Sarke) como vocalista.
Un vídeo musical fue realizado para la canción "Shatter".

## Grabación

### Temas de estudio
Los primeros temas del álbum fueron grabados durante las sesiones de Eparistera Daimones, aunque no llegaron a entrar en la lista final de temas del álbum, a excepción de «Shatter», que fue incluida en la versión japonesa del disco. Fue la primera composición de Triptykon en ser publicada en su página de Myspace en mayo de 2008. Originalmente fue concebida como una continuación de la canción «Tontengott» del álbum Monotheist. «I am the Twilight» fue una de las primeras canciones de la banda y fue tocada por la banda en sus primeras sesiones, cuando Reed St. Mark era el batería.

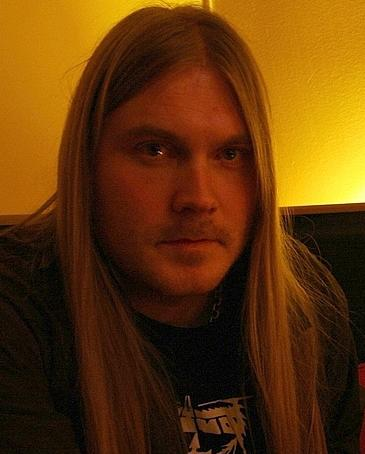
Nocturno Culto.

### Temas en directo
Tras fundar Triptykon, los organizadores del festival de Roadburn (Holanda) anunciaron que Tom Warrior sería el anfitrión de un evento especial llamado «Only Death Is Real» en la edición de 2010. La tarea de Tom como anfitrión era seleccionar personalmente las bandas que actuarían en dicho evento, algo que ya habían hecho David Tibet (Current 93) en 2008 y Neurosis en 2009. El evento fue realizado el 16 de abril y las bandas seleccionadas fueron Darkspace, Bohren & Der Club of Gore, Suma, Long Distance Calling, Thorr's Hammer, Trinacria, Witchfynde, Jesu, Evoken, Pagan Altar, Valborg, Serpencult, Shever, Noneuclid y Sarke. Triptykon interpretó doce canciones, de las cuales siete eran versiones de Celtic Frost. Para Shatter las canciones escogidas fueron «Circle Of The Tyrants» (del álbum To Mega Therion) y «Dethroned Emperor» (del Ep Emperor's Return), esta fue interpretada por el vocalista de Sarke Nocturno Culto (también conocido por integrar Darkthrone) quien no sabía la letra de la canción y que tuvo que cantarla con un papel en la mano.

## Lista de canciones
| N.º | Título                            | Letras         | Música                       | Duración |  |
| 1.  | «Shatter»                         | Tom G. Warrior | Warrior                      | 4:56     |  |
| 2.  | «I Am The Twilight»               | Warrior        | Warrior                      | 7:59     |  |
| 3.  | «Crucifixus»                      | Warrior        | Warrior                      | 4:18     |  |
| 4.  | «Circle of the Tyrants (en vivo)» | Warrior        | Warrior                      | 5:12     |  |
| 5.  | «Dethroned Emperor (en vivo)»     | Warrior        | Tom G. Warrior Steve Warrior | 5:18     |  |

## Posiciones en las listas
| Lista                          | Posición |
| ------------------------------ | -------- |
| Spanish Physical Single Top 20 | 17       |
| Billboard Top Heatseekers      | 90       |

## Créditos
| Triptykon - Tom Gabriel Warrior - vocalista, guitarra y programación - V. Santura - guitarra y voz - Norman Lonhard - batería y percusión - Vanja Slajh - bajo Colaboraciones - Simone Vollenweider - vocalista (en «Shatter») - A. Acanthus Gristle - vocalista (en «Crucifixus») - Nocturno Culto - vocalista (en «Dethroned Emperor») - Nadine Rimlinger - violinista (en «I am the Twilight») | Producción - Tom Gabriel Warrior y V. Santura – producción, grabación y mezcla - Walter Schmid - masterización - Antje Lange y Tom Warrior - productores ejecutivos - Axel Jusseit - fotografía |